# Annandaleum gruvelii
Annandaleum gruvelii is een rankpootkreeftensoort uit de familie van de Scalpellidae. De wetenschappelijke naam van de soort is voor het eerst geldig gepubliceerd in 1906 door Annandale.